# Hamad bin Chalifa Al Thani

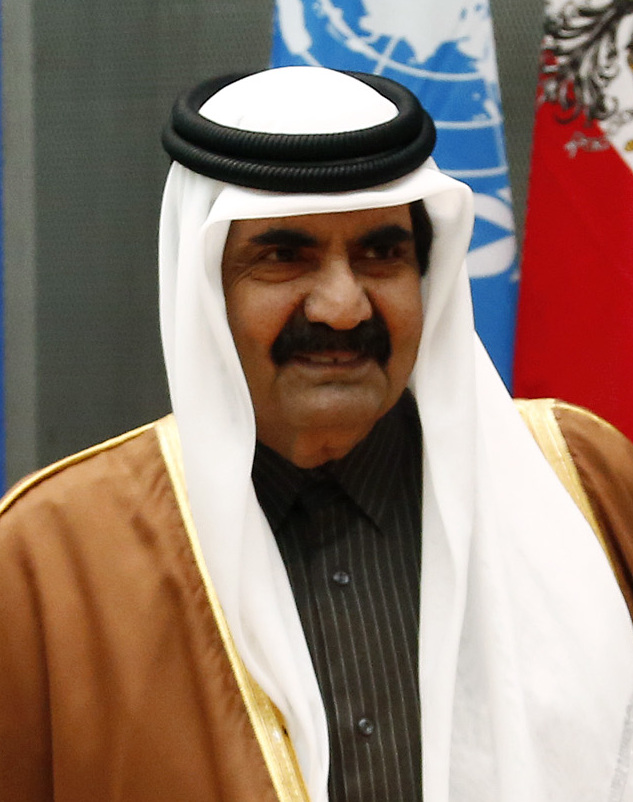
Scheich Hamad bin Chalifa Al Thani (2013)

Scheich Hamad bin Chalifa bin Hamad bin Abdullah bin Dschasim bin Muhammed Al Thani (arabisch حمد بن خليفة آل ثاني, DMG Ḥamad b. Ḫalīfa Āl Ṯānī; * 1952 in Doha) war von 1995 bis 2013 das Staatsoberhaupt des Emirats Katar.

## Leben
Hamad bin Chalifa Al Thani gehört zur weit verzweigten Dynastie der Al Thani, einem ursprünglich aus dem heutigen Saudi-Arabien stammenden Beduinen-Clan, der seit dem 19. Jahrhundert den Herrscher von Katar stellt.
Er machte 1971 den Abschluss an der Royal Military Academy Sandhurst im Vereinigten Königreich. Anschließend durchlief er eine Offizierslaufbahn in Katars Armee und brachte es bis zum Oberbefehlshaber im Rang eines Generalmajors. Während dieser Zeit entwickelte er Reformpläne zur Modernisierung der Armeestrukturen. 1977 wurde er gleichzeitig zum Kronprinzen und zum Verteidigungsminister ernannt, 1991 war er maßgeblich an der Befreiung Kuwaits im Zweiten Golfkrieg beteiligt. Von 1979 bis 1991 saß er zudem dem Hohen Rat für Jugendhilfe seines Landes vor. 1995 setzte er in einem unblutigen Putsch seinen Vater Emir Khalifa bin Hamad Al Thani ab, während dieser in Genf in der Schweiz war. Er begann, das Land zu modernisieren, gegenüber dem Westen zu öffnen und in demokratische Strukturen zu überführen: So führte unter seiner Herrschaft 1999 Katar als erster Staat in der Golfregion das aktive und passive kommunale Frauenwahlrecht ein, 2003 eine neue Verfassung mit allgemeinem Wahlrecht und einem Parlament (Schura). Die erste Parlamentswahl fand unter seinem Nachfolger im Jahr 2021 statt.
1996 gründete er in der Hauptstadt von Katar, Doha, den arabischen Nachrichtensender Al Jazeera. Der Emir ist einer der wichtigsten Verbündeten der USA in der Golfregion: Gemeinsam mit einer seiner Frauen, Scheicha Musa bint Nasser al-Missned, Soziologin und amtierende Erziehungsministerin von Katar, gründete er in Doha sechs amerikanische Universitäten mit live übertragenen Vorlesungen aus den USA. Er holte zahlreiche sportliche Großereignisse, u. a. die Asienspiele 2006 und die Fußball-Weltmeisterschaft 2022, nach Katar.
Hamad bin Chalifa Al Thani hat drei Ehefrauen und 27 Kinder, sieben davon mit Musa, darunter auch den 1980 geborenen Thronfolger Tamīm bin Hamad ath-Thānī.
Während des Bürgerkrieges in Syrien stellte er sich auf die Seite der Opposition und forderte ein militärisches Eingreifen. Bei dem Militäreinsatz in Libyen 2011 fungierte er als Befehlshaber seiner Streitkräfte.
Im Oktober 2012 besuchte Hamad bin Chalifa Al Thani den Gazastreifen. Er war das erste amtierende Staatsoberhaupt, das das von Israel abgeriegelte Gebiet seit der Machtübernahme durch die Hamas im Jahr 2006 bereiste. Für humanitäre Aufbauhilfe im Gazastreifen sicherte das Emirat ca. 300 Mio. Euro zu.
Am 25. Juni 2013 dankte Hamad bin Chalifa Al Thani zugunsten seines Sohnes Tamim bin Hamad Al Thani ab.
Sein Sohn Chalifa bin Hamad Al Thani ist seit März 2023 Innenminister.